# マリア・ボロダコワ
- マリーヤ・ボロダコーワ

マリア・ボロダコワ=ボリセンコ（ロシア語: Мария Борисенко、1986年3月8日 - ）は、ロシアの女子バレーボール選手。旧ソビエト連邦のニジニ・ノヴゴロド出身。
2005年に代表デビュー、同年のヨーロッパ選手権に出場した。
2006年世界選手権で金メダルを獲得した。
2008年北京五輪に出場、2009年のワールドグランプリで正センターとして活躍し、準優勝の原動力となった。同年のヨーロッパ選手権にも出場した。
2010年キャプテンに就任しエリツィン杯で優勝、世界選手権では2大会連続の金メダルを獲得した。

## 球歴・受賞歴
- 2006年 - 世界選手権（日本開催）（金メダル）
- 2010年 - 世界選手権（日本開催）（金メダル）

## 所属クラブ
- Stinol Lipetsk （2001-2004年）
- ディナモ・モスクワ （2004-2009年）
- エジザージュバシュ・ゼンティヴァ（2009-2010年）
- ディナモ・カザン （2010- ）